# Szent arkangyalok fatemplom (Szamosardó)
A szamosardói Szent arkangyalok fatemplom műemlékké nyilvánított épület Romániában, Máramaros megyében. A romániai műemlékek jegyzékében az  MM-II-m-A-04496 sorszámon szerepel.